# Бертрам фон Лихтенштейн
Бертрам фон Лихтенштейн (нем. Bertram von Liechtenstein), или Бертреми де Лихтенштейн фр. Bertremi de Lichtenstein; ум. 1493) — австрийский придворный.
Сын Вильгельма фон Лихтенштейна и Марты фон Волькенштейн.
Советник и камергер эрцгерцога Максимилиана Габсбурга, с которым прибыл в Бургундские Нидерланды. Сопровождал своего государя во многих поездках и военных кампаниях, в том числе при подавлении фламандских восстаний. Был великим магистром австрийского двора.
На капитуле в Брюгге 1 мая 1478 был номинирован в рыцари ордена Золотого руна, и на следующий день после полудня пожалован в это достоинство в церкви Богоматери вместе с Жоссом де Лаленом, Пьером II де Люксембургом и Жаком Савойским.
Поскольку после перехода поста великого магистра ордена к главе Габсбургского дома должно было увеличиться число пожалований в рыцари немецких дворян, не связанных с Бургундией и Нидерландами, и не знавших французского, официального языка ордена, Бертрам фон Лихтенштейн в 1481 году перевел орденский статут на немецкий язык.